# جون دي كورتينا
جون دي كورتينا (بالإسبانية: Jon Cortina)‏ هو مبشر ومهندس وأستاذ جامعي إسباني وسلفادوري، ولد في 8 ديسمبر 1934 في بلباو في إسبانيا، وتوفي في 12 نوفمبر 2005 في مدينة غواتيمالا في غواتيمالا.